# Rivière-aux-Canards

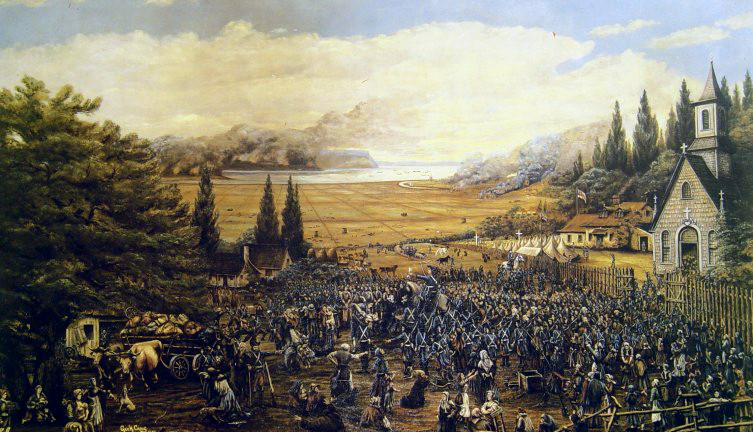
Rivière-aux-Canards et Habitant incendiés, sur un tableau de la déportation des Mines en 1755.

Plusieurs rivières se déversaient dans le Bassin des Mines, dont la rivière-aux-Canards. C'est sur cette rivière qu'une paroisse fut fondée en 1670, appelée Saint-Joseph-de-la-Rivière-aux-Canards et, plus tard, simplement Rivière-aux-Canards. Les meilleures fermes se trouvaient aux embouchures des rivières-aux-Canards et Saint-Antoine.
Les Acadiens venaient de Port-Royal. Rivière-aux-Canards se trouvait à l'ouest de Grand-Pré.

## Déportation
En 1750, la population de Rivière-aux-Canards est de 750 habitants, et celle de Grand-Pré de 1350 habitants. La population a chuté par la suite à cause de la peur de ses habitants.
C'est le 27 octobre 1755 que 1 600 Acadiens de la région de Grand-Pré et de Rivière-aux-Canards, et 1 300 de Pisiguit et de Cobéquid s'embarquent sur quatorze navires. Ils vont rejoindre dix autres navires dans la Baie de Fundy avec 1 900 Acadiens de la région de Beaubassin. Les navires sont remplis à ras bord.
En 1755, dans le cadre de la guerre de la Conquête, Charles Lawrence, commandant britannique de la région, avait donné l'ordre de brûler toutes les maisons et de détruire les récoltes pour empêcher les Acadiens qui avaient fui, de revenir dans leurs demeures. C'est ainsi que les villages de Grand-Pré, Pisiguit, et Rivière-aux-Canards furent incendiés.